# Linas & Simona
Linas & Simona sono stati un duo musicale lituano formato nel 2004 da Linas Adomaitis e Simona Jakubėnaitė.
Hanno rappresentato la Lituania all'Eurovision Song Contest 2004 con il brano What's Happened to Your Love?.

## Carriera
Il 14 febbraio 2004 Linas & Simona hanno partecipato alla selezione lituana per l'Eurovision cantando il loro singolo di debutto What's Happened to Your Love?. Pur essendo arrivati terzi nel televoto, hanno ottenuto abbastanza voti dalla giuria da assicurarsi la vittoria. Nella semifinale dell'Eurovision Song Contest 2004, che si è tenuta il successivo 12 maggio a Istanbul, si sono piazzati al 16º posto su 22 partecipanti con 26 punti totalizzati, non riuscendo a qualificarsi per la finale. L'anno successivo hanno registrato Fight for Love and Freedom con la vincitrice ucraina del contest Ruslana; il brano è stato incluso nel loro album di debutto, I Love U.

## Discografia

### Album in studio
- 2005 – I Love U

### Album dal vivo
- 2007 – UAB Music - Live

### Singoli
- 2004 – What's Happened to Your Love?